# أندرونيكوس الثالث باليولوج
أندرونيكوس الثالث باليولوج (25 مارس 1297- 15 يونيو1341) كان إمبراطوراً بيزنطياً حكم من 1328 حتي سنة 1341.وهو ابن للإمبراطور ميخائيل التاسع باليولوج وزوجته ريتا من أرمينيا وحفيد للإمبراطور أندرونيكوس الثاني باليولوج، أعلن مشاركته في الإمبراطورية في شبابه، قبل 1313، وبعد وفاة ابيه وفي أبريل 1321 تمرد في معارضة جده أندرونيكوس الثاني باليولوج. وتوج رسميا كمشارك في الإمبراطورية في فبراير 1325 قبل الإطاحة بجده وأصبح الإمبراطور الوحيد يوم 24 مايو 1328.

## حياته
- ولد أندرونيكوس في القسطنطينية في 25 مارس 1297، في عيد الميلادالـ 38 لجده لأبيه الإمبراطور أندرونيكوس الثاني باليولوج
- في عام 1320، أندرونيكوس تسبب بطريق الخطأ بوفاة شقيقه مانويل، وبعد ذلك والدهما ميخائيل التاسع باليولوج الذي مات حزنا على ولده.
- نتج عن كثرة القتل والمجون من أندرونيكوس وزمرته من الشباب الارستقراطيين غضب جده أندرونيكوس الثاني وتسبب ذلك بشرخ في العلاقة بين الحفيد والجد الذي ما زال يحمل لقب امبراطور.
- الإمبراطور أندرونيكوس الثاني تبرأ من حفيده أندرونيكوس الذي فر من العاصمة واحتشد مع أنصاره في تراقيا وبدأ عهد الإمبراطور المنافس في 1321. أندرونيكوس شن حرب أهلية بيزنطية متقطعة من 1321-1328 ضد حامل اللقب جده، وعنها تم منح أندرونيكوس الثالث لقب الإمبراطور المشارك.
- ثيودورا باليولوج، شقيقة أندرونيكوس الثالث، تزوجت القيصر الجديد لبلغاريا مايكل شيشمان عام 1324 وفقا لمعاهدة السلام بين أبيه وحاكم بلغاريا.
- اختتم أندرونيكوس الثالث معاهدة شيرنومين في 1327، حيث تحالف مع القيصر مايكل شيشمان قيصر بلغاريا ضد ستيفن أوروش الثالث ملك صربيا. واندلعت الحرب الأهلية البيزنطية مرة أخرى بمساعدة القيصر وأدت في نهاية المطاف إلى نهاية حكم الإمبراطور أندرونيكوس الثاني عام 1328، الذي تقاعد إلى الدير.

## حكمه
- في عهده كان الاتراك يحاصرون مدينتى نيقوميديا ونيقية فقرر أندرونيكوس للتخفيف على المدن الهامة المحاصرة أن يخوض ضدهم معركة بيليكانون ولكن تم هزيمته على يد السلطان العثماني أورخان غازي يوم 10 أو 15 يونيو 1329.
- على الجانب الآخر استطاع الاستيلاء على مقاطعة خيوس(بما في ذلك لسبوس) من خيوس  الملك مارتينو زكريا في معركة بحرية في 1329.
- التحالف مع بلغاريا فشل في الحصول على أي مكاسب للإمبراطورية البيزنطية. في 28 يوليو 1330 الصرب هزم بشكل حاسم البلغار في معركة فيلبزد (حاليا كيوستينديل، بلغاريا) دون مشاركة بيزنطية كبيرة.
- واصل العثمانيون المضي قدما في 1331، تم الاستيلاء في النهاية على نيقية (التي أعيدت تسميتها لإزنيق). أراد أندرونيكوس الثالث نيقوميديا وعدد قليل من الحصون البيزنطية الأخرى في الأناضول ألا تعاني من نفس المصير، وسعى لسداد الجزية للعثمانيين.
- للتغلب على فشله في تحقيق مكاسب ضد الصرب، حاول أندرونيكوس الثالث لضم البلغارية تراقيا، ولكن القيصر الجديد لبلغاريا إيفان الكسندر هزم القوات البيزنطية في معركة روسكاسترو في 18 يوليو 1332. التنازلات الإقليمية والزواج الدبلوماسي بين نجل الإمبراطور البلغارية، وولى العهد مايكل اسين الرابع، وماريا (التي أعيدت تسميتها إيرين) باليولوج، ابنة أندرونيكوس الثالث بالايولوج هي من أمن السلام مع بلغاريا.
- الرحالة المسلم الشهير ابن بطوطة زار القسطنطينية في نهاية 1332 ويذكر انه اجتمع مع أندرونيكوس الثالث في مذكراته. ولكن مصادر البيزنطية لا تشهد على الاجتماع.
- حوالي عام 1333 ستيفن جابريل، حاكم ثيساليا مات، للاستفادة من أزمة الانفصال، أندرونيكوس الثالث مد السيطرة البيزنطية على المنطقة.
- سيرجيانيس باليولوج حاكم من تسالونيكي، ذهب إلى جانب الملك ستيفن أوروش الرابع ملك صربيا وساعد تقدمه في مقدونيا. قاد الصرب لاتخاذ كاستوريا، أوخريد، بريليب، ستروميكا، وربما إذيسا حوالي عام 1334 . قام القائد البيزنطي «سفرانتزيس باليولوج» ، متنكر في زي هارب، دخل مخيم الصرب وقتل سيرجيانيس باليولوج منهيا تقدمه وجلب الجيش الصربي ونشر الفوضى.
- وفي أغسطس 1334، عقد ملك صربيا السلام مع أندرونيكوس الثالث وسمح لقواته لاستعادة السيطرة على الأجزاء التي احتلها من مقدونيا.
- أندرونيكوس الثالث استطاع استعادة مدينة فاوكية (حاليا فوكا، تركيا) عام 1334 من حاكم جنوة السابق، «دومينيكو كاتانيو». ومع ذلك، فشل هذا الانتصار ان يوقف تقدم العثمانيين في آسيا الصغرى.
- الحكم البيزنطي اختفى تدريجيا من الأناضول باسترضائه الجزية والسلطان العثماني أورهان الذي حصل علي نيقوميديا (التي أعيدت تسميتها إزميد) سنة 1337، ولم يتبق سوى فيلادلفيا (حاليا آلاشهر، تركيا)وبعض من المنافذ تحت السيطرة البيزنطية.
- وعلى الرغم من هذه المشاكل، اتخذ أندرونيكوس الثالث فرصة أزمة الانفصال في إمارة إبيروس البيزنطية للسيطرة البيزنطية من «نيكفوروس أورسيني الثاني» سنة 1337.